# Futaba Channel
Futaba Channel (ふたば(双葉)☆ちゃんねる Futaba Channeru, lit. "Canal de doble hoja, Canal de dos hojas"?), o Futaba para abreviar, es un foro anónimo japonés. Está considerado como el tablón de imágenes japonés más popular entre la cultura otaku.

## Origen
Futaba Channel fue lanzado el 30 de agosto de 2001, como un refugio para los usuarios de 2channel cuando este estaba en peligro de caída (lo cual fue evitado cuando usuarios del tablón UNIX de 2ch mejoraron el software). El imageboard 4chan estuvo basado en el diseño de Futaba.

## Concepto
Futaba Channel consiste en unos 95 tablones de imágenes (tres de los cuales son para oekaki) y unos 40 tablones de texto, con temas sobre cosas diarias como comida, deportes, ramen, y pornografía. Es un lugar donde subir archivos que sean imágenes o videos (en formato WebM). Futaba está potenciado por un script modificado basado en GazouBBS. El script de Futaba es de código libre y se usa en la mayoría de tablones de imágenes japoneses e incluso occidentales como iichan y 4chan.

## Cultura Futaba

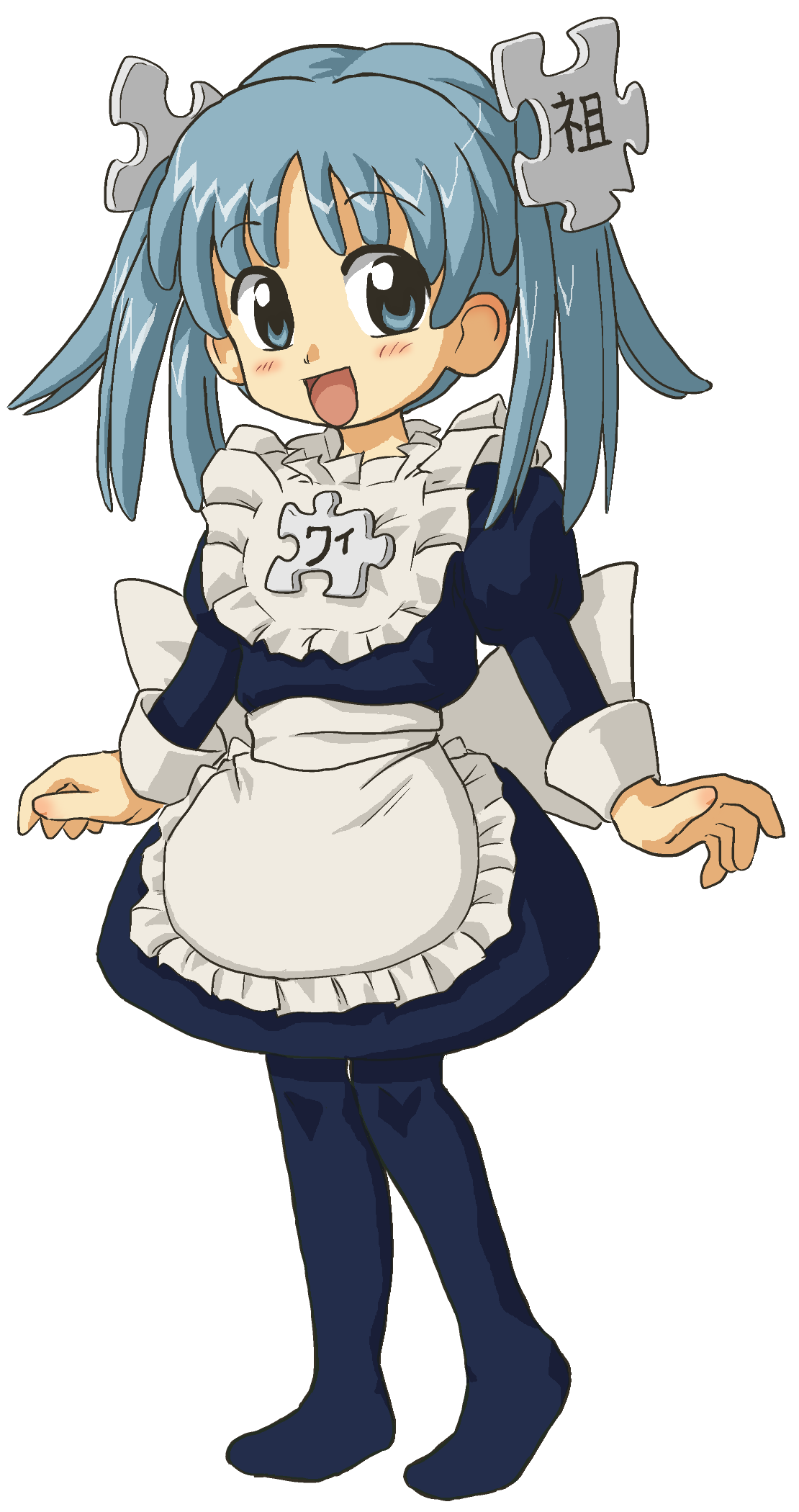
En Futaba Channel han nacido varios personajes populares como Wikipe-tan, personificación de Wikipedia y las OS-tan.

La publicación en el foro, como muchos otros foros asiáticos, es anónima, con un sistema opcional de autenticación que no requiere registro (tripcode).
Usualmente los participantes en un comienzo son del tipo lurker, limitándose a observar antes de comenzar a participar de forma activa, como una forma de entender la cultura antes de entrar de lleno en ella. El anonimato es considerado algo positivo; los usuarios que comúnmente se identifican son con frecuencia ridiculizados.
Futaba ha dado origen a un gran número de elementos visuales y personajes extraños; uno de los más populares y que ha sido expandido a la cultura occidental son las OS-tan. Algunos de los personajes que han tenido origen en Futaba Channel han tomado formas reales, como figuras, muñecas o imágenes impresas. Muchos de estos artículos son producidos por la comunidad de artistas y grupos dōjin japoneses.  
A los usuarios de Internet fuera de Japón no se les permite publicar mensajes en Futaba, como medida para evitar de usuarios de otras nacionalidades, así como cuidar que no se exceda el ancho de banda y prevenir ataques DDoS. Otros tablones de imágenes han sido creados fuera de Japón con el estilo de Futaba, más notablemente en Estados Unidos, China, Hong Kong, Taiwán y Rusia.  El clon de habla inglesa más extendido es 4chan.
Los usuarios no japoneses de Internet se suelen referir a Futaba Channel como 2chan, que es la URL de la página y es un juego de palabras con el nombre de 2channel, el sitio en el que está basado. Es frecuente entre usuarios inexpertos confundir a 2ch con Futaba.